# (9678) van der Meer
(9678) van der Meer (2584 P-L) – planetoida z grupy pasa głównego asteroid okrążająca Słońce w ciągu 4,22 lat w średniej odległości 2,61 j.a. Odkryta 24 września 1960 roku.